# Alfa-relaksacija
Alfa-relaksacija (α-relaksacija, engleski "alpha relaxation") je vrsta relaksacije kod proizvodnje polimera. Alfa-relaksacija je ona koja se javlja pri najvišoj temperaturi ili najnižoj frekvenciji na krivulji gubitaka polimera. Obično je u svezi s usklađenim promjenama konformacije u makromolekulama. U te usklađene promjene većinom je uključeno deset do dvadeset atoma glavnog lanca. Kad se radi o polimeru u staklastom stanju, ova vrsta relaksacije obilježjem je staklastog prijelaza. Kad je slučaj kristalastih polimera (primjerice polietilen ili polioksimetilen), ova je vrsta relaksacije posljedicom gibanja unutar kristalnih područja (tzv. "relaksacija kristala"). Kad imamo ovakve slučajeve, staklastom prijelazu odgovara u pravilu beta-relaksacija.

## Alfa-relaksacijski maksimum
Alfa-relaksacijski maksimum, alfa-maksimum gubitaka (engleski "alpha relaxation peak", "alpha loss peak") najviša je vrijednost alfa-relaksacije, to jest pri najvišoj temperaturi ili najnižoj frekvenciji na krivulji gubitaka polimera. Pri nižim temperaturama ili višim frekvencijama javljaju se sekundarni alfa-relaksacijski maksimumi, koje nazivamo beta-, gama- relaksacijskim maksimumima (maksimumima gubitaka).